# Benighted
A Benighted francia deathgrind zenekar. 1998-ban alakultak Saint-Étienne-ben. Blackened death metal együttesként kezdték pályafutásukat. Lemezeiket a Season of Mist, Osmose Productions, Adipocere Records kiadók jelentetik meg.

## Története
Első nagylemezüket 2000-ben adták ki. Az albumon a black metal, death metal és grindcore műfajok keveredtek. A korai felállás a következő volt: Julien Truchan - éneklés, Liem N'Guyen - gitár, Olivier Gabriel - gitár, Fred Fayolle - dobok, Chart - basszusgitár. 2001-re leszerződtek a francia Adipocere Records-hoz. Következő stúdióalbumuk hangzásvilágilag inkább a technikás death metal felé hajlott, az album 2003-ban jelent meg. 2004-ben ismét stúdióba vonultak, de nem volt basszusgitárosuk. Felvették magukhoz Eric Lombard-ot, és ezzel a felállással született meg a nagylemez. 2006-ban és 2007-ben is piacra dobtak stúdióalbumokat. 2009-ben leszerződtek a nagyobb Osmose Productions kiadóhoz, 2011-es albumukat már ők jelentették meg.

## Tagjai
- Julien Truchan - éneklés (1998-)
- Pierre Arnoux - basszusgitár, háttér-éneklés (2014-)
- Emmanuel Dalle - gitár (2014-)
- Fabien Desgardins - gitár (2017-)

Korábbi tagok
- Christophe Charretier - basszusgitár (1998-2002)
- Fred Fayolle - basszusgitár (1998-2006)
- Liem N'Guyen - gitár (1998-2012), basszusgitár (2002)
- Olivier Gabriel - gitár (1998-2017)
- Remy Aubrespin - basszusgitár (2002-2003)
- Bertrand Arnaud - basszusgitár (2003-2004)
- Eric Lombard - basszusgitár (2004-2014)
- Kevin Foley - dobok (2006-2016)
- Adrian Guerin - gitár (2012-2014)
- Alexis Lieu - basszusgitár (2014)
- Kevin Paradis - dobok (2017-2024)

## Diszkográfiája
- Benighted (2000)
- Psychose (2002)
- Insane Cephalic Production (2004)
- Identisick (2006)
- Icon (2007)
- Asylum Cave (2011)
- Carnivore Sublime (2014)
- Necrobreed (2017)
- Dogs Always Bite Harder Than Their Master (2018)
- Obscene Repressed (2020)